# Magnushof
Magnushof ist ein bewohnter Gemeindeteil der Kreisstadt Prenzlau im Landkreis Uckermark in Brandenburg.

## Geographie
Der Ort liegt vier Kilometer südsüdöstlich von Prenzlau. Die Nachbarorte sind Dreyershof im Nordosten, Augustenfelde im Osten, Seelübbe im Südosten, Zollchow im Südwesten, Röpersdorf im Westen sowie Prenzlau im Nordwesten.

## Geschichte
Die erste schriftliche Erwähnung des Ortes stammt aus dem Jahr 1842. In dieser Urkunde wurde hier der Abbau des Ackerbürgers mit Namen Magnus verzeichnet. Auf der Seite 10 der Ortschaftsstatistik aus dem Jahr 1861 findet sich dann der heutige Name Magnushof.